# Velika severna ekspedicija
Velika severna ekspedicija (rusko Великая Северная экспедиция) ali Druga kamčatska ekspedicija (rusko Вторая Камчатская экспедиция) je bilo eno največjih raziskovalnih podvigov v zgodovini, ki je na zemljevid umestil večino arktične obale Sibirije in nekatere dele obale Severne Amerike, kar je močno zmanjšalo "bela območja" na zemljevidih. Zamislil si jo je ruski cesar Peter I. Veliki, izpeljali pa sta jo ruski carici Ana in Elizabeta. Glavni organizator in vodja odprave je bil Vitus Bering, ki je vodil že Prvo odpravo na Kamčatko. Druga odprava na Kamčatko je trajala približno od 1733–1743. 
Cilj je bil najti in mapirati vzhodne dele Sibirije in mogoče tudi zahodne obale Severne Amerike. Peter I. je imel vizijo, da bi v 18. stoletju ruska vojne mornarice mapirala Severno morsko pot iz Evrope v Tihi ocean. To daljnosežno prizadevanje je sponzoriral Kolidž admiralitete v Sankt Peterburgu. 
Druga kamčatska ekspedicija je bila z več kot 3000 ljudmi udeleženih neposredno ali posredno eden največjih tovrstnih projektov v zgodovini. Njeni stroški, ki jih je v celoti financirala ruska država, so dosegli oceno 1,5 milijona rubljev, kar je bila za tiste čase ogromna vsota; približno šestino dohodka ruske države v letu 1724.
Dosežki ekspedicije so vključevali odkritje Aljaske, Aleutov, Komandantovih otokov, Beringovega otoka ter podrobno kartografsko ovrednotenje severne in severovzhodne obale Rusije in Kurilskega otočja. Dokončno so ovrgli legendo o kopnem v severnem Tihem oceanu ter etnografsko, zgodovinsko in znanstveno raziskali Sibirijo in Kamčatko. Ko odpravi ni uspelo obkrožiti severovzhodnega vrha Azije, so se sanje o gospodarsko uspešnem severovzhodnem prehodu, ki so ga iskali od 16. stoletja, končali. 